# Hristo Bonev
Hristo Atanasov Bonev-Zuma (en búlgaro: Христо Бонев; nacido el 3 de febrero de 1947) es un exfutbolista búlgaro, el segundo máximo goleador de todos los tiempos del equipo nacional búlgaro detrás de Dimitar Berbatov, quien superó su récord en 18 de noviembre de 2009.

## Trayectoria

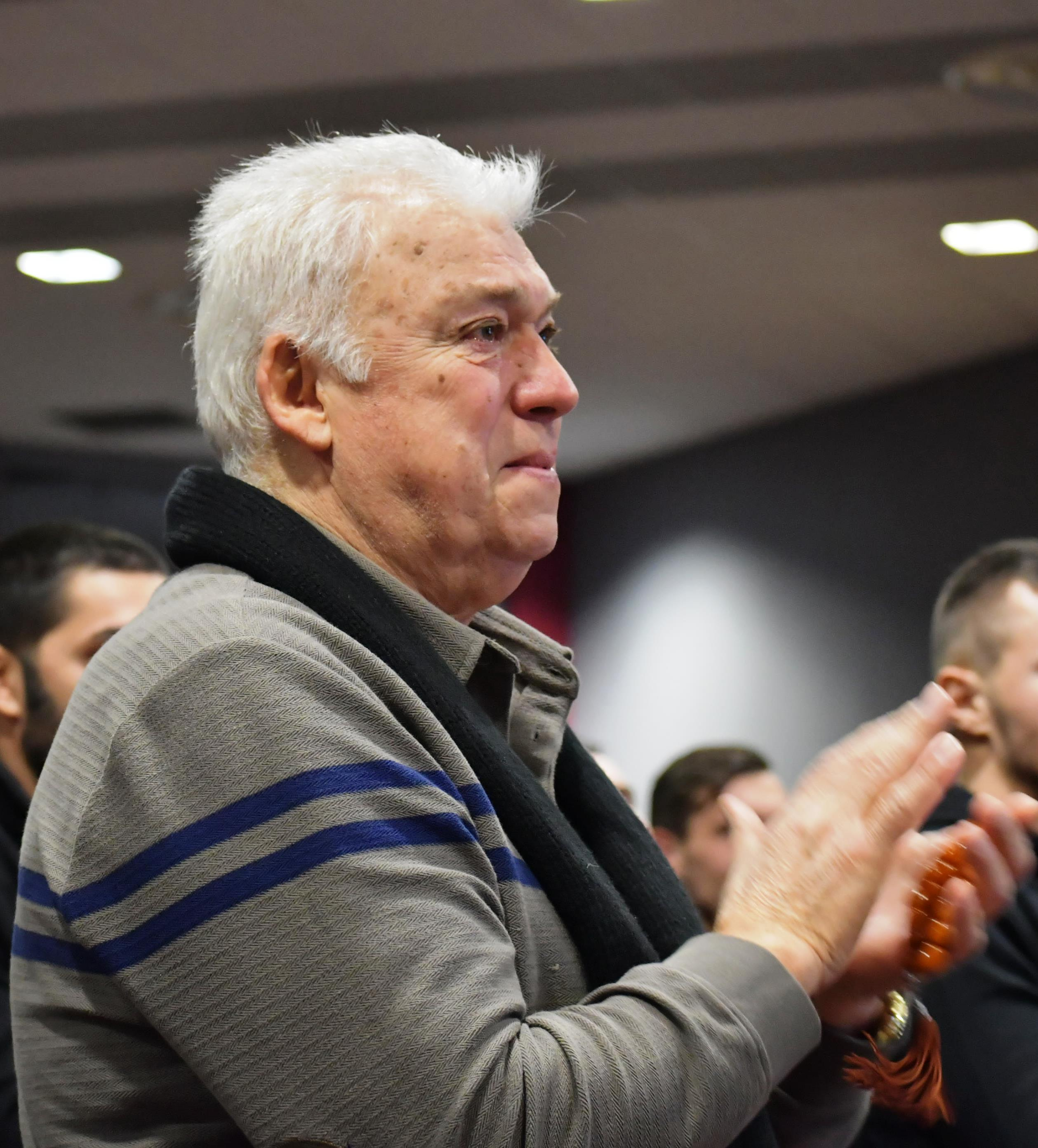
Hristo Bonev

Entre 1967 y 1979, Bonev jugó para el equipo nacional búlgaro 96 veces, marcando un récord de 48 goles. Jugó para su país en el mundial de 1970 y mundial de 1974. La mayor parte de su carrera la pasó con el Lokomotiv Plovdiv, pero también jugó para el CSKA Sofia y el AEK Athens FC y más tarde brevemente salió de su retiro para jugar en el Oxford United en 1982, ante una lesión en el músculo del muslo que terminó su carrera como jugador.
Después de su retiro se convirtió en gerente y se fue a Grecia y se convirtió en entrenador del Panathinaikos FC, AEL 1964, Ionikos FC. Después de Grecia, se convirtió en el mánager del equipo chipriota APOEL FC en 1995 y hasta 1996 cuando renunció a su equipo, ganó la Copa en su primer año en Chipre en 1995 y el doblete la temporada siguiente.
Regresó a su país para convertirse en director del Lokomotiv Sofia y luego entrenó al equipo nacional de su país para la Copa Mundial de Fútbol de 1998.
Sin embargo, renunció después de la eliminación de Bulgaria a partir de la primera ronda de la Copa del Mundo después de que su equipo había recogido sólo un punto en la fase de grupos.

## Selección nacional
Bonev debutó con Bulgaria el 22 de marzo de 1967 con tan solo 20 años en la derrota como visitante ante Alemania, marcó su primer gol el 9 de octubre de 1968 ante Turquía en la victoria en condición de visitante; participó en la clasificación para la Eurocopa 1968 donde Bulgaria caería ante Italia por 4-3 en donde jugo 5 partidos de titular. Fue el goleador de Bulgaria con 4 tantos en la clasificación para la Copa del Mundo de 1970; marcaría un gol de tiro libre ante Perú; sin embargo, el cuadro inca remontó el partido, terminando en un 3-2. Jugaría 3 partidos en total y marcaría un tanto.
Para la Eurocopa 1972, Bulgaria no tuvo tanta suerte y terminó segunda en el grupo 2 detrás de Hungría, Bonev marcó tres goles (2 ante Noruega y uno en la derrota ante Francia); marcó 5 goles en la clasificación para la Copa del Mundo de 1974, un  hat-trick ante Chipre, Bulgaria empezaría el torneo mundial con un empate ante Suecia; en su segundo partido contra Uruguay adelanto a su selección con un cabezazo al minuto 75', sin embargo los Charrúas empataron a 3 minutos del final negándole así la victoria a Bulgaria, en el último partido Bulgaria aun tendría chances de clasificar a la siguiente fase sin embargo los Países Bajos apalearon a los búlgaros con un 1-4 eliminándolos así del torneo nuevamente en primera fase.

### Participaciones en Copas del Mundo
| Mundial                        | Sede                   | Resultado              | Pj | Goles | Prom. |
| ------------------------------ | ---------------------- | ---------------------- | -- | ----- | ----- |
| Copa Mundial de Fútbol de 1970 | México                 | Primera fase           | 3  | 1     | 0.33  |
| Copa Mundial de Fútbol de 1974 | Alemania               | Primera fase           | 3  | 1     | 0.33  |
| Total en fases finales         | Total en fases finales | Total en fases finales | 6  | 2     | 0,33  |

## Equipos

### Como jugador
| Club              | País     | Año       |
| ----------------- | -------- | --------- |
| Lokomotiv Plovdiv | Bulgaria | 1959–1967 |
| CSKA Sofia        | Bulgaria | 1967–1968 |
| Lokomotiv Plovdiv | Bulgaria | 1968–1979 |
| AEK Atenas        | Grecia   | 1979–1981 |
| Lokomotiv Plovdiv | Bulgaria | 1982–1984 |

### Como entrenador
| Club            | País     | Año       |
| --------------- | -------- | --------- |
| Panathinaikos   | Grecia   | 1989–1990 |
| Larissa         | Grecia   |           |
| Ionikos         | Grecia   |           |
| APOEL           | Chipre   | 1995–1996 |
| Lokomotiv Sofia | Bulgaria | 1996      |